# George Fitzgerald Smoot
George Fitzgerald Smoot III (Yukon, 20 febbraio 1945) è un astrofisico e cosmologo statunitense.
È professore di fisica presso l'University of California, Berkeley. Ha vinto il premio Nobel per la fisica nel 2006 in condivisione con John C. Mather per la scoperta delle anisotropie del corpo nero presenti nella radiazione cosmica di fondo tramite il satellite COBE (Cosmic Background Explorer). Le loro scoperte hanno rafforzato la teoria del Big Bang.

## Biografia

### Educazione e ricerche iniziali

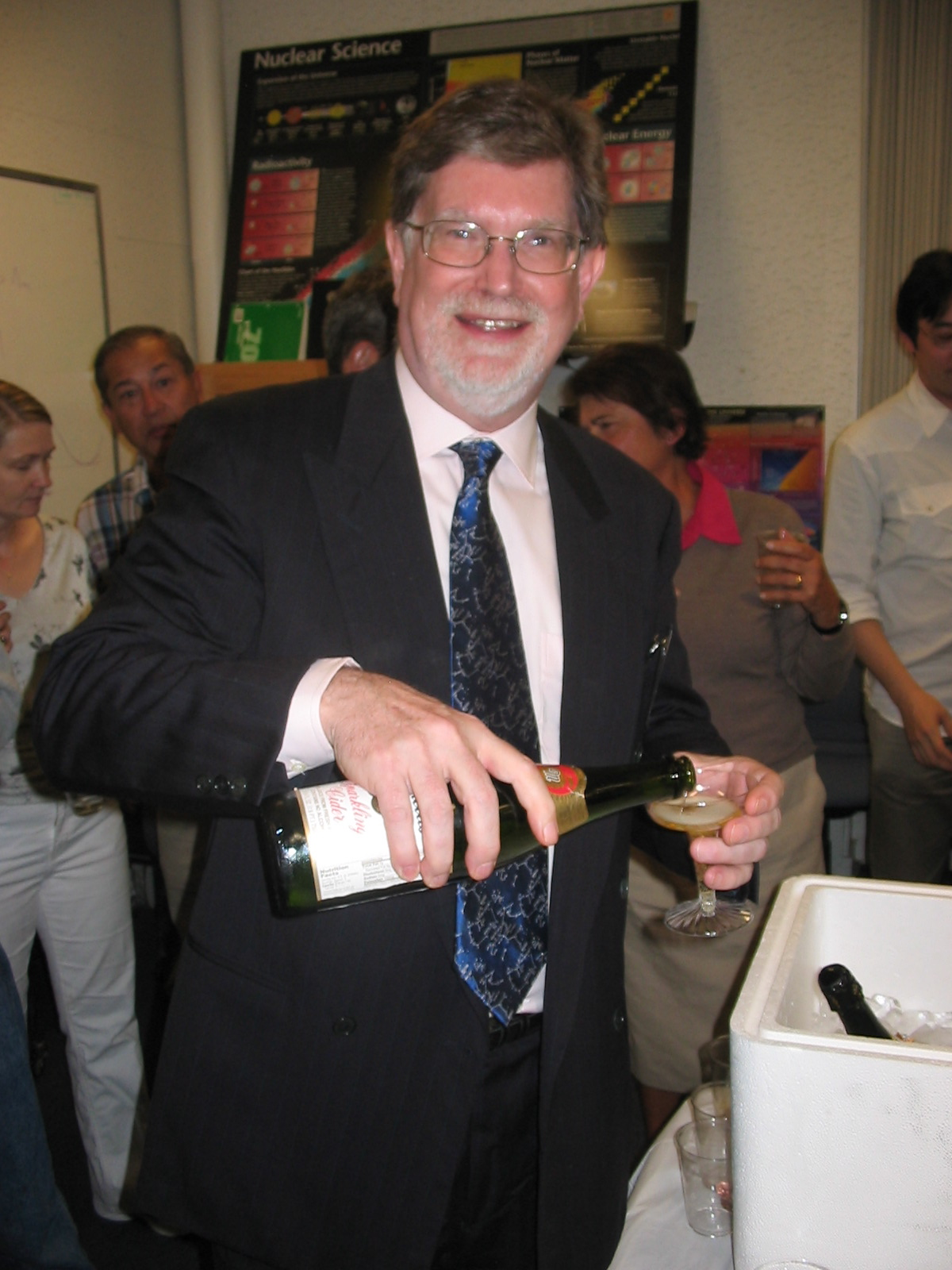
George Smoot festeggia il premio Nobel il 3 ottobre 2006 nei Lawrence Berkeley National Laboratory.

Smoot è nato il 20 febbraio 1945 a Yukon in Florida. Ha studiato inizialmente matematica per poi spostarsi al Massachusetts Institute of Technology dove ha ottenuto due lauree, in matematica e fisica nel 1966. Ha completato il dottorato in fisica delle particelle nel 1970. In seguito i suoi interessi si sono concentrati sulla cosmologia e si è spostato ai Lawrence Berkeley National Laboratory dove ha collaborato con Luis Álvarez all'esperimento HAPPE. L'esperimento svolto nella stratosfera tramite palloni aerostatici mirava a individuare collisioni di antimateria nell'atmosfera bassa, queste collisioni erano predette dal modello stazionario.
Si è interessato alla radiazione cosmica di fondo precedentemente scoperta da Arno Allan Penzias e Robert Woodrow Wilson. Un problema aperto allora era la struttura dell'universo, alcuni modelli prevedevano che l'universo fosse in rotazione e questo si sarebbe dovuto poter individuare dalla radiazione cosmica di fondo dato che la temperatura sarebbe stata influenzata dalla direzione dell'osservatore. Con l'aiuto di Alvarez e di Richard A. Muller ha sviluppato un radiometro differenziale per misurare le differenze di temperatura della radiazione cosmica di fondo tra due osservati posti a 60° tra loro. Lo strumento fu montato su un velivolo Lockheed U-2 che misurò una rotazione dell'universo nulla almeno fino alla limitazione di misura dello strumento. Lo strumento misurò una variazione di temperatura che fu interpretato come dovuto ad un effetto Doppler derivato dal movimento della Terra rispetto alla zona di emissione della radiazione cosmica di fondo. Questo effetto deriva dal fatto il Sole (e più in generale l'intera via lattea) non è ferma ma si muove a circa 600 km/s rispetto alla superficie di emissione. Questo movimento probabilmente è dovuto all'attrazione gravitazionale delle altre galassie e di masse come quella del Grande Attrattore.

### Partecipazione a COBE

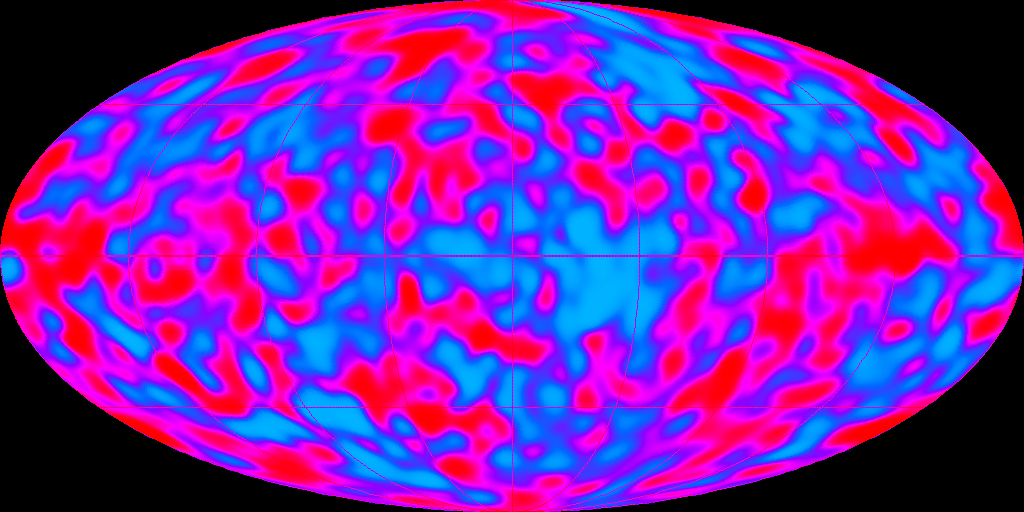
Mappa della radiazione cosmica di fondo del COBE.

A quel tempo fatta salva la distorsione dovuta all'effetto Doppler la radiazione cosmica di fondo era perfettamente uniforme e non presentava anisotropie. Questo risultato contraddiceva la constatazione che strutture come le galassie, i cluster ecc sono strutture non omogenee e che lo stesso universo guardando in una scala non troppo grande non è omogeneo. Sebbene queste strutture si siano formate molto lentamente questo non vuol dire che all'inizio l'universo non fosse comunque non omogeneo e quindi anche la radiazione cosmica di fondo avrebbe dovuto mostrare queste anisotropie dato che la radiazione cosmica di fondo è l'ultima vestigia dell'universo primordiale. Smoot alla fine degli anni 70 cercava queste anisotropie e quindi propose alla NASA la realizzazione di una missione basata su satellite. Il satellite sarebbe stato dotato di un misuratore simile a quello montato sull'U-2 ma più preciso, la mancanza di aria e di inquinamento inoltre avrebbe reso le misure più pulite e quindi più precise. La proposta venne accolta e venne sviluppato il progetto COBE dal costo di 160 milioni di dollari. COBE venne lanciato il 18 novembre 1989 dopo una serie di rimandi dovuti alla distruzione dello Space Shuttle Challenger. Dopo due anni di osservazioni e analisi il team del progetto COBE annunciò il 23 aprile 1992 di aver individuato delle leggere fluttuazioni nella radiazione cosmica di fondo.
Il successo di COBE si deve al lavoro di più di mille ricercatori, ingegneri e altri partecipanti. John Mather ha coordinato l'intero progetto e è il primario responsabile del progetto che ha mostrato la forma delle radiazioni cosmica di fondo misurata da COBE. George Smoot invece è stato il primo responsabile delle misure nelle minime variazioni di temperatura della radiazione di fondo..
Smoot collaborò con il giornalista del San Francisco Chronicle Keay Davidson alla scrittura del libro Wrinkles in Time

### Progetti recenti
Dopo COBE Smoot prese parte a un altro esperimento utilizzante palloni stratosferici chiamato MAXIMA che punta a migliorare le misurazioni delle anisotropie presenti nella radiazione cosmica di fondo prese da COBE. Inoltre ha collaborato al SNAP, un satellite che cerca di misurare delle proprietà dell'energia oscura e si è occupato dei dati provenienti dal Telescopio spaziale Spitzer riguardanti la radiazione infrarossa.

### Nella cultura di massa
È comparso nel diciassettesimo episodio della seconda stagione e nel diciottesimo della dodicesima di The Big Bang Theory interpretando se stesso.